# Marfin Investment Group
Die Marfin Investment Group (MIG) ist eine  Athener Unternehmensgruppe mit Sitz in Maroussi, Griechenland. Das Unternehmen ist im Athex Composite Share Price Index an der Athener Börse gelistet.

## Geschichte
Die MIG wurde 1998 von  mittelständischen Investoren als Marfin Financial Group S.A. unter der Führung von Andreas Vgenopoulos (* 4. Januar 1953) gegründet. 2001 folgte die Umbenennung in Marfin Investment Group Holdings S.A. Die staatliche Dubai Group beteiligte sich 2006 mit 35 %. Der MIG gelang der Erwerb und die Sanierung diverser Großunternehmen. So wurden Nahrungsmittelfirmen gekauft und in der Vivartia-Gruppe zusammengefasst. 2006 stieg Vgenopoulos bei der Laiki Bank ein und fasste diese mit der Piraeus Bank zur Marfin Popular Bank zusammen. Laut dem Nachrichtenmagazin Der Spiegel steht Vgenopoulos im Verdacht, die „existentielle Krise des ganzen Landes mitverursacht zu haben“. Eine 20 % Beteiligung an der Telekommunikationsfirma Hellenic Telecoms AG (OTE) wurde 2008 für 2,5 Milliarden Euro an die Deutsche Telekom verkauft.
2009 übernahm die Marfin vom griechischen Staat eine Rumpfgesellschaft mit den Vermögenswerten der bisherigen Olympic Airlines, nicht jedoch das Personal und gründete die Olympic Air. Am 23. Oktober 2013 wurde Olympic Air für insgesamt 72 Millionen Euro durch Aegean Airlines von der Marfin Investment Group übernommen und wird fortan als Tochtergesellschaft von Aegean geführt.

## Weitere Unternehmen (Auswahl)
- Vivartia, Lebensmittelkonzern (mit Goody’s, Chipita)
- Attica Group, griechische Reederei (mit Superfast Ferries, Blue Star Ferries, Hellenic Seaways, Anek Lines)[4][5]
- Hygeia S.A (mit Ebitda), griechischer Krankenhausbetreiber
- SingularLogic S.A, griechisches IT-Unternehmen
- Sunce Koncern d.d., kroatischer Tourismuskonzern, 75 %
- Robne Kruce Beograd, serbisches Immobilienunternehmen
- Skyserv Handling Services, griechischer Bodenabfertigungsdienstleister, 100 %
- FAI rent-a-jet, deutsche Fluggesellschaft für Charter- und Ambulanzflüge